# Satyrus williamsi
Satyrus williamsi är en fjärilsart som beskrevs av Rommei 1927. Satyrus williamsi ingår i släktet Satyrus och familjen praktfjärilar. Inga underarter finns listade.